# Regobarrosia
Regobarrosia is een geslacht van vlinders van de familie spinneruilen (Erebidae), uit de onderfamilie Arctiinae.

## Soorten
- R. asara Druce, 1883
- R. aureogrisea Rothschild, 1909
- R. flavescens Walker, 1856
- R. pseudoflavescens Rothschild, 1910
- R. villiersi de Toulgoët, 1984